# Amia Miley
Amia Miley (née le 23 novembre 1990 à Satellite Beach en Floride) est une actrice américaine de films pornographiques. latin heritage-

## Biographie
Amia Miley a commencé dans le X en 2009 pour le site amateur FTVGirls.

## Filmographie sélective
- 2009 : Badass School Girls 3
- 2010 : Barely Legal Babysitters 2
- 2011 : Couples Seeking Teens 6
- 2012 : Molly's Life 16
- 2013 : Massage Creep 7
- 2014 : Dream Teens
- 2015 : We Live Together 37
- 2016 : Wet and New
- 2017 : Thirsty For Some Titties 1

## Distinctions
Récompenses
Nominations
- 2010 : XRCO Award - Cream Dream
- 2010 : FAME Award - Finaliste - Favorite New Starlet
- 2011 : NightMoves Award - Best New Starlet
- 2011 : AVN Award - Best New Starlet
- 2011 : XBIZ Award - Best Starlet of the Year
- 2011 : XRCO Award - Cream Dream
- 2012 : AVN Award - Best Tease Performance, Sex Dolls